# 9К119 Рефлекс
9К119 Рефлекс (название на НАТО AT-11 Sniper) е съветска противотанкова управляема ракета (ПТУР) с лазерно насочване. Алтернативен модел е и 9М119/9К120 Свир. И двете ракети имат едно и също означение според НАТО, и се различават единствено по обсега си. Разработени са през 1970-те години в завода в гр. Тула въз основа на 9К112 Кобра и влизат на въоръжение през 1984 година. Ракетите са проектирани да бъдат изстреляни от танково оръдие, като Свир е предназначена за оръдието на Т-72, а Рефлекс – на Т-80, Т-84 и Т-90. Произвеждат се по лиценз в Китай и Сърбия.

## Характеристики

### Обсег
- 9К119 Рефлекс – 100 – 5000 м
- 9К119М Инвар – 100 – 6000 м
- 9К120 Свир – 100 – 4000 м
- 9К120М Свир-М – 100 – 4000 м

### Пробиваемост
- Рефлекс – 650 мм ЛХБ
- Инвар – 700 – 900 мм ЛХБ
- Свир – 650 мм ЛХБ
- Свир-М – 700 – 900 мм ЛХБ

### Тегло
- Рефлекс, Инвар – 28 кг
- Свир, Свир-М – 24,3 кг

### Бойна глава
- Тандемна, кумулативна.